# 謝文錦 (明朝)
謝文錦，號玄中，湖廣荆州府江陵縣民籍。

## 生平
東林108将之一地威星百胜将。万历三十七年（1609年）己酉科舉人，四十四年（1616）丙辰科进士，户部觀政，初授行人，泰昌元年十月擢陕西道御史，天啓二年四月巡按江西，四年京畿道刷卷，五年八月加升太仆寺少卿添注，崇祯即位，天启七年十二月，升為南京都察院右僉都御史、提督操江兼管廵江，崇祯三年患病去職。歷官兵部侍郎。

## 家族
祖父謝雲鸞。父謝表。